# Pelkisga
Pelkisga est une localité située dans le département d'Oula de la province du Yatenga dans la région Nord au Burkina Faso.

## Santé et éducation
Le centre de soins le plus proche de Pelkisga est le centre de santé et de promotion sociale (CSPS) d'Oula tandis que le centre hospitalier régional (CHR) se trouve à Ouahigouya.
Pelkisga possède une école primaire publique.